# Istroromâni
Istroromânii sunt o ramură a românilor care a migrat în Evul Mediu din aria de formare a poporului român spre vest și s-a așezat în peninsula Istria, astăzi aparținând Croației. Fiind încă din perioada stabilirii în Istria într-un proces treptat de asimilare cu populația majoritară, la începutul secolului al XXI-lea, numărul istroromânilor, considerându-i ca atare pe cei care vorbesc limba istroromână, este estimat la sub o mie.
Istroromâni mai trăiesc în prezent într-un sat, Žejân (Jeiăn, Žejane), la nord-est de muntele Učka, și în alte șapte sate și cătune la sud de acest munte. Alții sunt răspândiți în orașe din Croația și în emigrație, mai ales în Europa Occidentală, Statele Unite ale Americii, Canada și Australia.
Etnonimul „istroromâni” este un exonim creat de lingviști. Cei de la sud de muntele Učka își zic vlåš „vlahi” (singular vlåh), iar cei din Žejân – žejånci „jeiăneni”. De istroromâni, dar mai ales de limba lor s-au ocupat relativ mulți cercetători, începând cu a doua jumătate a secolului al XIX-lea, dar locul lor de origine exact este controversat și în prezent.
Specificitățile culturale ale istroromânilor s-au pierdut aproape total, iar limba lor este puternic influențată de limba croată, fiind considerată de UNESCO în pericol grav. În prezent există unele acțiuni de salvare și păstrare a identității și a limbii istroromâne, desfășurate de către asociații culturale, cu un oarecare sprijin din partea autorităților.

## Istoricul cercetărilor despre istroromâni

### Începuturile
Interesul pentru istroromâni se trezește în secolul al XIX-lea, în contextul romantismului, curent care avea cultul tradițiilor și al patrimoniului spiritual al popoarelor. În 1819, Ivan Feretić, un preot din insula Krk, transcrie două rugăciuni în „româna din Krk”, apropiată de istroromână și dispărută în prima jumătate a secolului al XIX-lea.
Un prim articol de presă care constată similitudini între dacoromână și istroromână apare în 1846, semnat de cărturarul erudit Antonio Covaz din Istria. El menționează totodată pierderea limbii în localitățile mai slab populate de istroromâni și împrumuturile din limba croată. Autorul include și elemente gramaticale, precum și două texte scurte în istroromână, pe care le traduce în latină și italiană. Acest autor este de părere că istroromânii sunt urmașii colonilor romani așezați în Istria în Antichitate. În același an apare în aceeași publicație un articol sub formă de scrisoare al istoricului și arheologului Pietro Paolo Kandler din Triest, care susține și el ideea lui Covaz. Același Kandler publică ulterior și alte articole și documente vechi pe aceeași temă.
Primul român care scrie despre istroromâni, în 1847, este Gheorghe Asachi, care cunoaște scrierile lui Covaz și Kandler. Juristul Carlo de Franceschi este un alt italian care abordează tema istroromânilor, în 1852, afirmând că aceștia au ajuns în Istria de pe insulele din Marea Adriatică, împreună cu slavi. Primul român care ia contact cu istroromânii este profesorul de istorie ardelean Ioan Maiorescu, mai întâi în 1857, apoi în 1861, dar impresiile sale sunt publicate postum, mai întâi în foileton, în 1872, apoi sub formă de carte, în 1874, publicată de fiul său, Titu Maiorescu. Ioan Maiorescu crede de asemenea că istroromânii sunt urmașii colonilor romani din Istria.

### Între 1861 și 1900
Cercetările propriu-zise încep odată cu implicarea lingviștilor. Un prim studiu relativ amplu din 1861 este scris de lingvistul Graziadio Isaia Ascoli, care compară pe larg istroromâna cu dacoromâna și aromâna, combătând ideea că istroromânii ar fi urmașii romanilor colonizați în Istria.
Și cercetători de limbă germană abordează subiectul istroromânilor. Astfel, tot în 1861 apare și prima lucrare a slavistului sloven Franc Miklošič pe tema istroromânilor, care mai publică și altele, în care autorul afirmă originea sud-dunăreană a acestora. Textele istroromâne folosite de Miklošič în a treia sa lucrare îi sunt furnizate de către romaniștii Antonio Ive și Theodor Gartner. După apariția primei lucrări a lui Miklošič, Hermann Ignaz Bidermann, într-o carte consacrată populațiilor de origine romanică din Austro-Ungaria, apărută în 1877, se ocupă și de istroromâni, plasând prezența lor în Istria începând cu secolul al XV-lea sau al XVI-lea.
La rândul său, istoricul croat Franjo Rački consacră și el 11 pagini istroromânilor într-o lucrare din 1881, trasând drumul migrației acestora început în secolul al XII-lea în estul Peninsulei Balcanice, prin Serbia, Bosnia, Croația și Dalmația, până în Istria și insula Krk, migrație efectuată în grupuri mici. Lingvistul specialist în limba română Gustav Weigand publică de asemenea lucrări despre istroromână, în 1892, în 1894 și în 1895. Cercetătorii merg tot mai frecvent să-i studieze pe istroromâni și mai ales limba lor în satele acestora, culegând texte precum rugăciuni, cântece, basme, zicători și proverbe. Dacă Miklošič a studiat texte culese mai devreme de alții, Weigand folosește și texte culese personal.
Un al doilea român care s-a ocupat mult de istroromâni a fost Teodor Burada, folclorist, etnograf și muzicolog care i-a vizitat în 1890 și 1893, scriind despre aceste călătorii în 1896. Datorită lui a ajuns istroromânul Andrei Glavina în România, unde a făcut studii. Un glosar istroromân de amploare apare în 1899, fiind redactat de lingvistul Arthur Byhan.
Giuseppe Vassilich este primul care publică o bibliografie cronologică a lucrărilor apărute până în 1900 în legătură cu istroromânii, le analizează minuțios și compară pe larg ipoteza cum că istroromânii ar fi urmașii romanilor așezați în Istria cu cea despre imigrarea lor, arătând că o adoptă pe cea de-a doua, plasând venirea acestora în Istria începând cu secolul al XIV-lea.

### După 1900
Lucrările despre istroromâni și limba lor devin mai numeroase în secolul al XX-lea. La începutul acestuia apare și prima carte în istroromână, scrisă de Andrei Glavina. Acesta scrie și articole de presă despre istroromâni.
În 1906, lingvistul Sextil Pușcariu publică prima parte din ale sale Studii istroromâne, continuate în 1926 și în 1929. Între primele părți ale lucrării lui Pușcariu apar două volume ale lingvistului Iosif Popovici, în 1909 și 1914, cu noi texte istroromâne și un glosar.
În 1924 apare o carte a istoricului Silviu Dragomir despre originea istroromânilor, care optează pentru ideea originii lor sud-dunărene, iar în 1925 o lucrare a lui Tache Papahagi despre moți, în care se subliniază asemănările dintre aceștia și istroromâni. A doua carte în limba istroromână, conținând texte poetice, narative, religioase și moralizatoare populare, este publicată în 1928 de folcloristul și istoricul literar Leca Morariu.
În anii 1930 apare un jurnal de călătorie al lui Emil Panaitescu, directorul Școlii Române din Roma, și își publică rezultatele cercetărilor de teren folcloristul și etnologul Traian Cantemir.
După al Doilea Război Mondial, cercetările diminuează, dar nu încetează. Sunt de amintit Ion Coteanu, Emil Petrovici, Petru Neiescu, August Kovačec și Antony H. Hurren, pentru lucrările lor referitoare la idiomul istroromânilor, precum și Stelian Brezeanu, pentru contribuția la istoria lor.
Începând cu anii 1990, publicațiile se înmulțesc. Printre autorii mai importanți sunt de citat August Kovačec, Elena Scărlătoiu, Richard Sârbu, Vasile Frățilă, Goran Filipi, Petru Neiescu și Antonio Dianich, care au realizat dicționare și alte lucrări lingvistice legate de istroromână.

## Istoria istroromânilor

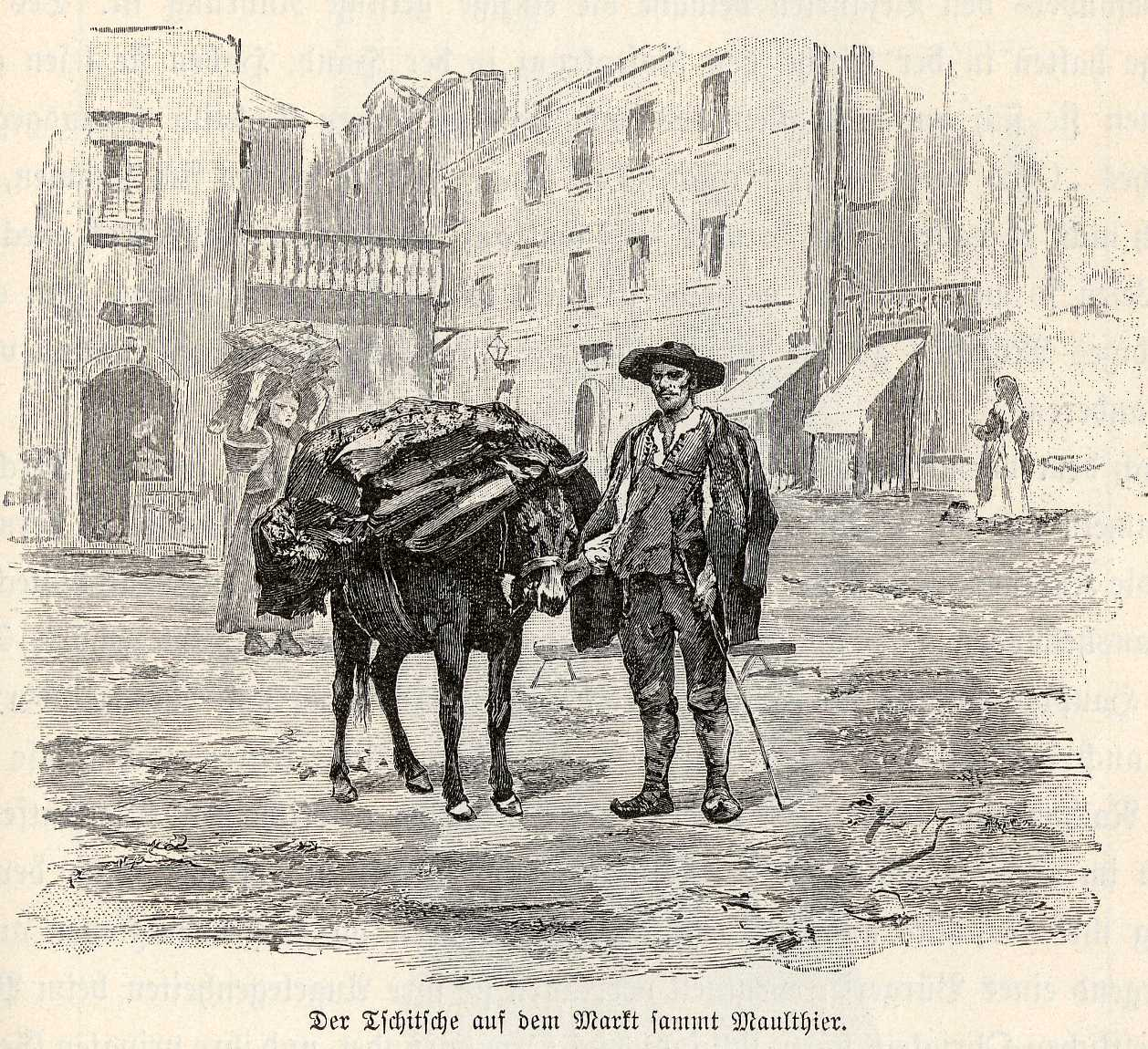
Istroromân pe la sfârșitul secolului al XIX-lea

Din cauza insuficienței surselor istorice, istoriografia despre istroromâni este strâns legată de cercetările lingvistice, căutând împreună să lămurească originea lor și să stabilească traseul pe care l-au parcurs până s-au așezat în Istria. Aceste aspecte sunt controversate și în prezent.
Teza primilor autori cum că istroromânii ar fi descendenții colonilor romani din Istria a fost respinsă ulterior de cercetători. În prezent există susținători ai altei idei, referitoare numai la locuitorii satului Žejân, conform căreia aceștia n-ar avea nimic comun cu românii, ci ar fi urmași ai protocroaților, care ar fi de origine iraniană.
În rândul cercetătorilor din secolul al XX-lea se disting două teorii dominante. Conform teoriei lui Ovid Densusianu, istroromânii ar fi originari din sud-vestul Transilvaniei și din Banat, și ar fi plecat de acolo în secolul al X-lea. Își bazează teoria pe trăsături de limbă, de exemplu rotacismul lui [n] intervocalic simplu ([n] > [r]), în cuvintele de origine latină, ca în graiul moților. Această teorie este îmbrățișată și de alți cercetători.
De altă părere este Sextil Pușcariu, care afirmă originea sud-dunăreană a istroromânilor, plasând-o în Serbia actuală, dar admițând că erau în contact cu dacoromânii din vest. El plasează separarea lor de ceilalți români în secolul al XIII-lea. Cu deosebiri în privința locului exact, teoria lui Pușcariu este adoptată și ea de mai mulți cercetători. Aceeași opinie o are și Antonio Dianich.
În afară de aceste două terorii mai există și una intermediară, cea a Elenei Scărlătoiu, conform căreia istroromânii provin din mai multe „nuclee” din centrul, vestul și nord-vestul Transilvaniei, precum și din sudul Dunării, mai ales din regiunea Timok-Prizren.
Indiferent de locul de origine, istroromânii au fost ultimii care s-au desprins de ceilalți români și au migrat spre vest, ocupându-se în principal cu păstoritul. Giuseppe Vassilich și Sextil Pușcariu consideră că viitorii istroromâni sunt atestați cu numele Μαυρόβλαχοι (mavrovlahoi, în traducere literală „vlahi negri”), în documentele bizantine. Baza acestui cuvânt este Βλάχοι („vlahi”), folosit în greaca medievală pentru români în general. Μαυρόβλαχοι a dat în limbajul latinesc al cancelariilor din Dalmația Moroulahi, Morovlachi, Moroblachi, Morolachi, Morlachi sau Murlachi, în italiană Morlacchi, iar în sârbă și croată Morlaci. În același timp s-a continuat folosirea în diferite limbi a corespondentelor termenului „vlahi”. Continuând să se refere și la români, acești termeni au ajuns ulterior să-i denumească și pe păstorii români slavizați, precum și pe păstori în general, indiferent de etnie.
„Românii apuseni”, cum sunt numiți de Pușcariu, ar fi ajuns în Dalmația deja în secolul al XI-lea, dacă se consideră că numele Danulus și Negulus, găsite în documente din 1018 și 1070 sunt românești. În secolul al XII-lea ar fi ajuns și până în actuala provincie italiană Friuli-Veneția Giulia, deoarece într-un document emis în 1181 de stareța Ermelinda a unei mănăstiri din Patriarhatul de Aquileia de pe acest teritoriu, apare o persoană cu numele Radul, colon căruia i s-a atribuit pământ.
În secolul al XIV-lea sunt atestați păstori vlahi în apropierea orașelor Split, Trogir, Šibenik, Zadar, precum și pe insulele Rab, Pag și Krk. Pe această insulă au mai rămas de la ei numai toponime: Bata, Fintira, Sekara. Într-un document din 1329 referitor la localitatea Buzet din Istria, apare numele vlahului Pasculus Chichio, nume ce provine de la etnonimul Ćići folosit de croați pentru istroromâni până astăzi, transcris în latină Chichii în documentele vremii.
În secolul al XV-lea au loc epidemii de ciumă devastatoare în Istria, și senatul Republicii Vreneția care stăpânea litoralul peninsulei, favorizează așezarea aici a celor pe care îi numește Morlacchi în documentele sale, ca și pe cea a slavilor de sud ce se refugiază din calea cotropitorilor otomani. Astfel, în 1449 sunt menționați vlahi în localitatea Buje din Istria. Cuvântul Cici apare prima oară ca etnonim propriu-zis într-un document din 1463.
Sub forma Chichii, etnonimul reapare în documente în latină din anii 1517, 1524 și 1527, păstrate în arhivele orașului Triest. În acest secol se menționează așezări ale lor răspândite aproape peste tot în interiorul peninsulei, mai ales în zona localităților Žejân și Mune, la nord de muntele Učka, precum și în zona satului Sušnjevicę, la poalele de sud ale acestui munte.
Într-o lucrare din 1641 despre Istria, cărturarul și episcopul de Cittanova (în croată Novigrad) Giacomo Filippo Tomasini amintește și despre morlaci, afirmând că „au o limbă a lor, care prin multe cuvinte este asemănătoare cu latina”.
Alt autor italian, călugărul Ireneo della Croce, într-o istorie a orașului Triest apărută în 1698, îi menționează pe i nostri Chichi, despre care precizează că aceștia își zic pe limba lor „rumeri”. Într-adevăr, acest cuvânt reflectă schimbări fonetice produse în evoluția de la limba latină la limbile romanice de est în general ([o] neaccentuat > [u], [a] accentuat urmat de [n] + vocală > [ɨ], redată în italiană prin e) și una specifică istroromânei: [n] intervocalic simplu > [r]. Autorul dă și 13 substantive singure, 8 substantive cu determinant și 2 propoziții din limba lor, cu traducerea în latină. Aceasta este prima atestare a limbii în afară de toponime și nume de persoană, dintre care apăruseră și mai înainte în scrieri.

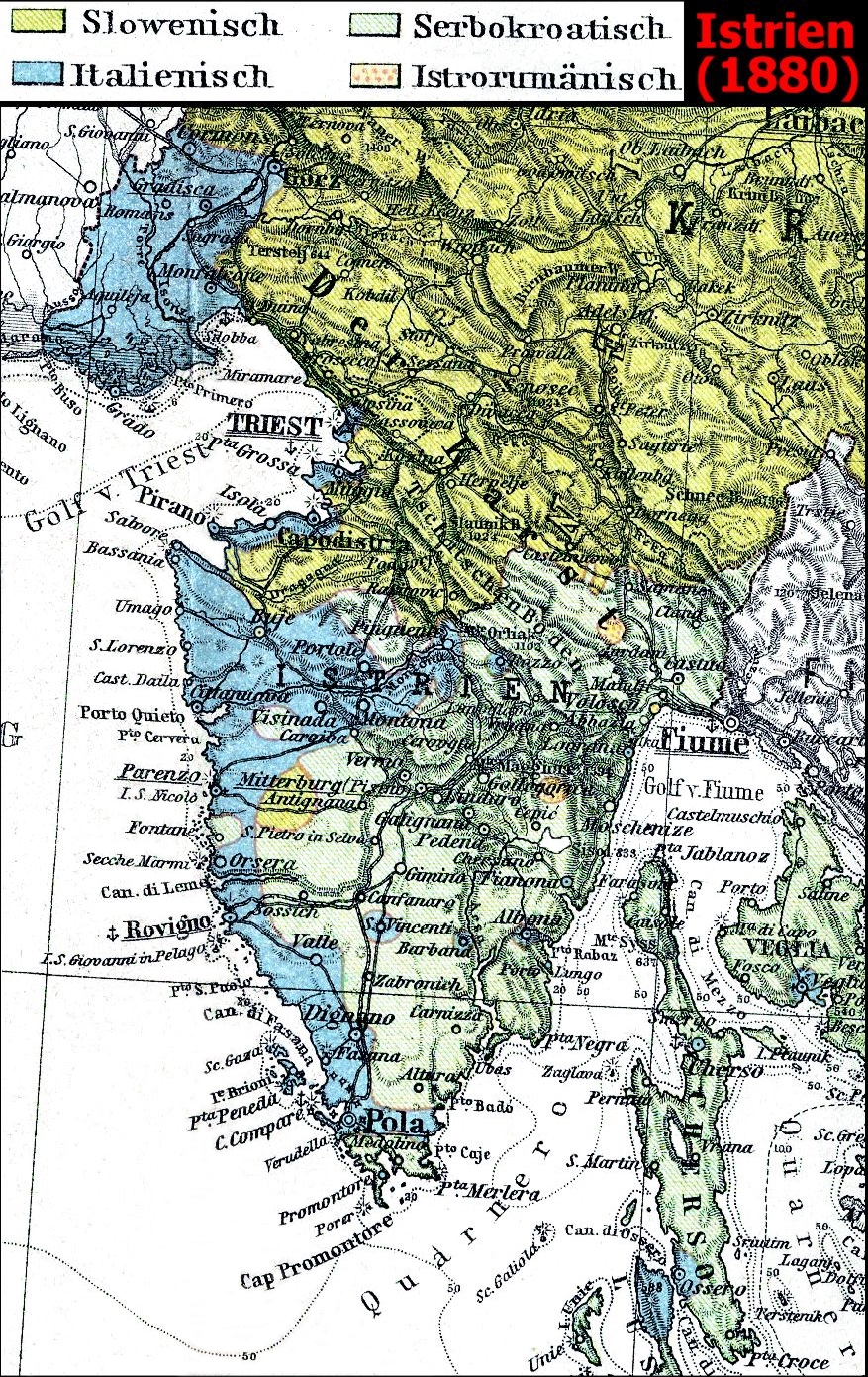
Compoziția etnică a Istriei conform recensământului din 1880. Istroromânii sunt reprezentați cu culoarea galbenă.

După așezarea lor în Istria, istroromânii încep să se asimileze cu populația locală, păstrându-și identitatea și limba numai în zonele mai dens populate de ei, ale localităților Žejân și Sušnjevicę. Faptul că erau mult mai răspândiți decât astăzi este dovedit de toponimie. O întreagă regiune din nordul Istriei, aflată majoritar pe teritoriul Croației și parțial în Slovenia se numește Ćićarija, în italiană Cicceria. Nume istroromâne de localități sunt Floričići, Jerbulišće, Katun, Kature, Fečori, Kerbune.
Ocupația de bază tradițională a istroromânilor era păstoritul, dar aveau și alte ocupații. Încă din secolul al XIV-lea este atestat că formau caravane cu care umblau să-și comercializeze lactatele produse de ei și să transporte diferite alte mărfuri, de exemplu plumb din Bosnia la Ragusa (astăzi Dubrovnik) și sare de pe coasta Adriaticii spre interior. În comerțul raguzanilor, caseus vlachescus sau vlachiscus (brença, adică brânza, cum apare într-un document din 1357) avea o asemenea importanță, încât se folosea și ca mijloc de plată, iar prețul său era stabilit de autorități.
O ocupație tipică a istroromânilor a fost în secolul al XIX-lea și în prima jumătate a celui de-al XX-lea producerea mangalului, pe care-l transportau la distanțe mari ca să-l comercializeze. Sextil Pușcariu descrie pe larg modul în care se făcea mangalul. Făceau de asemenea comerț cu oțet. În 1896, Teodor Burada a constatat că sărăcia era mare în rândul istroromânilor: oieritul decăzuse, creșterea vitelor era neglijată, iar agricultura era slab productivă. Cultivaseră vița de vie, dar aceasta fusese distrusă de filoxeră. Un mijloc de a-și mări veniturile prin lucratul pământului era cultivarea salviei, mai ales în Sušnjevicę.
Spre sfârșitul secolului al XIX-lea, Istria face parte din Austro-Ungaria, provincia numită Österreichisches Küstenland (Provincia litorală austriacă), și este locuită de mai multe etnii, în principal croați și italieni. Spre deosebire de aceștia, istroromânii nu sunt recunoscuți ca naționalitate. Cercetătorii din epocă constată discriminările de care suferă. Gustav Weigand menționează că școlarizarea lor este foarte neglijată. Și croații, și italienii caută să-i asimileze și, ca urmare, în satele istroromânilor nu sunt școli nici în croată, nici în italiană, și cu atât mai puțin în română. Același lucru îl semnalează și Vincențiu Nicoară, profesor ardelean la liceul din Fiume (astăzi Rijeka), precum și geograful maghiar Lajos Czink care, după o călătorie în Istria făcută cu prietenul său Nicoară, relatează că 47 de locuitori din Sušnjevicę au cerut dietei istriene școală în limba lor, fără rezultat. Afirmația lui Weigand este parțial contrazisă de faptul că italienii din dietă au sprijinit această cerere, dar erau în minoritate față de croați. La 16 ani după aceea, Andrei Glavina atrage atenția asupra aceluiași lucru. Nicoară, Czink și Glavina menționează de asemenea că slujbele la biserică se fac în latină și în croată, preoții străduindu-se să împiedice dezvoltarea culturală a enoriașilor.
După Primul Război Mondial, Istria trece la Italia. În 1921 este deschisă prima școală în care se folosește istroromâna și româna, înființată de Andrei Glavina, dar acesta moare în 1925 și școala se desființează. Tot Glavina devine primarul unei comune care se constituise din toate satele instroromâne de la sud de muntele Učka.
În 1945, Istria este înglobată în Iugoslavia. Este un moment în care emigrația dă o lovitură aproape fatală comunității istroromâne.

## Etnonime

### Exonime
Etnonimul „vlahi” (în greacă Βλάχοι, în documentele latine medievale Vlachi, în sârbă și croată Vlahi, apoi Vlasi) este folosit și pentru istroromâni încă din Evul Mediu, dar este derutant, pentru că are sensuri diferite în funcție de popoarele care l-au utilizat sau îl utilizează, și în funcție de epocă. Bizantinii îl foloseau pentru toți românii, dar în documentele sârbești și croate a ajuns să desemneze și păstori de orice etnie de pe teritoriul slavilor de sud. Astăzi, în greacă, termenul îi denumește pe aromâni și pe meglenoromâni, iar în sârbă și bulgară și pe românii din Timoc.
Termenul „morlaci” (în greacă Μαυρόβλαχοι, în latină Moroulahi etc., în croată Morlaci, în italiană Morlacchi) a fost folosit inițial pentru românii apuseni, dintre care provin istroromânii, dar și acesta a desemnat de asemenea păstori de alte etnii, și nu mai este folosit în prezent.
Primul exonim care îi denumește numai pe istroromâni, Ćići, le-a fost dat de croați. Apare în documentele latinești sub forma Chichii, în cele italienești mai întâi sub forma Chichi, apoi Cici sau Cicci, iar la germanofoni Tschizen, Tschitzen, Zitschen, Tschitschen, Ziegen, Zische. Originea termenului ar fi că istroromânii se adresau unul altuia cu cuvântul čiča „unchi, nene” în sârbă și croată. Astăzi acest etnonim este imprecis, pentru că se referă și la croații din regiunea Ćićarija.
Alt exonim folosit de croați era mai demult Ćiribiri, despre care Ascoli precizează că era batjocoritor, astăzi în varianta Ćiribirci, care, conform unei ipoteze neverificabile ar veni din propoziția țire bire „ține bine”. Croații mai folosesc și termenul Vlasi.
În mediul academic s-au folosit mai multe etnonime pentru istroromâni. Covaz îi numea Rimgliani o Vlahi d'Istria, Rimljani fiind termenul folosit de croați și sârbi pentru cetățenii romani; Carlo de Franceschi, Ascoli și Vassilich – Rumeni d'Istria; Ioan Maiorescu – „români istrieni”; Weigand – Valaques d'Istrie. Termenul „istroromâni” a fost folosit pentru prima oară de Asachi. Mai târziu, Miklošič, care folosise mai întâi termenul istrischen Rumunen, l-a folosit pe cel de istro-rumunisch, de la care se va generaliza numele limbii și al vorbitorilor săi. Pentru cei din insula Krk (în italiană Veglia) se folosea termenul „vegliotoromâni”. În germană se întâlnește pentru graiul lor termenul Krkorumänisch, în croată krkorumunjski.

### Endonime
Conform informației provenite de la Ireneo della Croce, istroromânii își ziceau rumeri în secolul al XVII-lea, dar acest etnonim nu mai apare în documente până la refolosirea sa de către Andrei Glavina și apoi de către Leca Morariu. În prezent, istroromânii folosesc în general un adjectiv derivat de la numele satului lor, cei de la Žejân numai pe acesta (žejånci), iar cei de la sud de muntele Učka și adjectivul derivat de la numele satului, și unul general, vlåš (singular vlåh), preluat de la slavii de sud. Mai folosesc și cuvântul croat Rumunji, în special în contactele cu străini, sub influența cercetătorilor români.

## Procesul de asimilare a istroromânilor
Încă de la așezarea lor în Istria, istroromânii au început să se asimileze cu populația locală, mai ales cea croată. Cauzele asimilării au fost multiple. În primul rând numărul lor, care nu a putut niciodată depăși 40.000, prima estimare fiind la 10.000 (vezi tabelul de mai jos), era mult mai mic decât al celorlalți, iar majoritatea așezărilor lor erau răspândite printre celelalte.
Lipsa limbii materne în biserică a contribuit și ea la declinul folosirii acesteia. Clerul de naționalitate croată, slovenă sau italiană chiar a acționat în sensul asimilării.
Când a început școlarizarea și la sate, lipsa aspectului scris al limbii a făcut imposibilă aceasta în limba maternă. În plus, atunci când istroromânii au dorit școală în română, au fost împiedicați să o aibă, din cauza croaților, care voiau să-i asimileze. Lipsa școlilor a făcut ca la începutul secolului al XX-lea, 90% din istroromâni să fie analfabeți. Situația s-a îmbunătățit progresiv, mai ales după al Doilea Război Mondial, astăzi peste 95% fiind știutori de carte, dar în croată. Cei care se ridicau pe scara socială erau nevoiți s-o facă cu prețul asimilării. Astfel nu s-a format o elită proprie, care să mențină conștiința etnică și să contribuie la păstrarea limbii.
Asimilarea s-a accelerat începând cu anii 1950, prin faptul că izolarea satelor s-a redus prin modernizarea drumurilor și populația a devenit mai mobilă în urma industrializării. Aceste fenomene au favorizat înmulțirea căsătoriilor mixte, un factor de asimilare în plus. Astfel, limba istroromână a fost percepută ca din ce în ce mai puțin utilă în afirmarea pe plan social.
Din cauza asimilării, numărul istroromânilor, înțelegând prin aceștia vorbitorii limbii, a fost în continuă scădere, dar acest număr a putut fi mai mult estimat, instroromânii figurând rar ca atare în recensăminte. Evoluția acestui număr este aproximativ următoarea:
| An                     | Număr                                | Sursă                   |
| ---------------------- | ------------------------------------ | ----------------------- |
| înainte de 1803        | 10.000                               | Kandler 1863, p. 233    |
| 1803                   | 5.000 (numai la sud de muntele Učka) | Nicoară 1890, p. 5      |
| 1846                   | 1.555                                | cifră oficială          |
| mijlocul secolului XIX | 3.000-6.000                          | Vassilich 1900 , p. 178 |
| între 1850 și 1859     | 2.955                                | cifră oficială          |
| 1859                   | 2.200 (numai la sud de muntele Učka) | Ascoli 1861, p. 329     |
| 1869                   | 3.000 (numai la sud de muntele Učka) | Ficker 1869, p. 90      |
| 1880                   | 2.631                                | Czörnig 1885            |
| 1883                   | 2.300 (numai la sud de muntele Učka) | Lechner 1883, p. 295    |
| 1888                   | 2.299 (numai la sud de muntele Učka) | Nicoară 1890, p. 8      |
| 1921                   | 1.644                                | cifră oficială          |
| 1962                   | 1.140                                | Flora 1962              |
| 1971                   | 1.250-1.500                          | Kovačec 1971, p. 23     |
| 1983                   | 555                                  | Flora 1982/1983, p. 59  |

Autoidentificarea istroromânilor nu este unitară. Pe de o parte, fiindcă au fost până nu demult izolați unii de alții de munte, între vlåš și žejånci nu există sentimentul comunității etnice și lingvistice. Pe de altă parte, cel mai frecvent se declară croați, eventual croați care vorbesc vlåški, respectiv žejånski, unii se consideră italieni, iar câteva zeci se declară români. Unii își spun români numai în contactele cu români din România.
În prezent se estimează că mai sunt în satele lor natale 150 de vorbitori fluenți de istroromână, care au învățat limba de la părinți. Poate mai sunt de două sau de trei ori pe atâția în orașe și încă câteva sute în afara Croației: Europa, Statele Unite ale Americii, Canada, Australia. Antonio Dianich estimează la 400-500 numărul istroromânilor stabiliți în S.U.A., dintre care 200 ar cunoaște limba. Aproape toți cei care vorbesc limba sunt de vârstă mijlocie sau bătrâni. Transmiterea limbii de la părinți la copii practic a încetat la generațiile născute în anii 1950-1960. Puținii vorbitori mai tineri (în jur de 30 de ani) au învățat-o de la bunici ca a doua sau a treia limbă. De altfel, toți istroromânii sunt cel puțin bilingvi.
Istroromânii și limba lor nu sunt prezenți ca atare în datele recensămintelor, dar ar putea fi printre cele referitoare la români. Astfel, în 2011, pe toată Croația s-au înregistrat 955 de persoane cu limba maternă română și 435 de naționalitate română, dar nu se poate ști câte din acestea sunt băieși, care au ca limbă maternă dacoromâna. În județul Istria se declară români 49 de persoane și vlahi 6, iar cu limba maternă română și vlahă 70, respectiv 6. În județul Primorje-Gorski Kotar, unde se găsește Žejane, sunt înregistrați 31 de români și 3 vlahi, precum și 40 de persoane cu limba maternă română.
În prezent mai sunt sate cu locuitori istroromâni în nord-estul Istriei, un sat la nord de muntele Učka și câteva la sud de acesta. Numele lor apar în surse în mai multe limbi și în și mai multe variante:
| Istroromână Vrzić (2009) | Istroromână Kovačec (1998) | Română     | Croată     | Croată cu transcriere italiană | Italiană             | Număr de locuitori în 2011 |
| ------------------------ | -------------------------- | ---------- | ---------- | ------------------------------ | -------------------- | -------------------------- |
| Žejân                    | Žei̯ân                      | Jeiăn      | Žejane     | Seiane                         |                      | 131                        |
| Sušnjevicę / Šušnjevicę  | Sușńevițę                  | Sușnievițe | Šušnjevica | Susgnevizza                    | Valdarsa             | 70                         |
| Nosolo / Noselo          | Noselo                     | Noselo     | Nova Vas   |                                | Villanova            | 68                         |
| Sukodru                  | Sucodru                    | Sucodru    | Jesenovik  | Iessenovizza                   | Santa Maria del Lago | 58                         |
| Letåj                    | Letåi̯                      | Letai      | Letaj      | Lettai                         |                      | 45                         |
| Kostârčån                | Costârčån                  | Costârcean | Kostrčani  | Costerciani                    |                      | 30                         |
| Bârdo                    | Bârdo                      | Bârdo      | Brdo       | Berda                          | Collalto             | 13                         |
| Zankovci                 | Zancovți                   | Zancovți   | Zankovci   | Zancovici                      |                      | 8                          |

Situația limbii istroromâne este reflectată de prezența ei în Atlasul UNESCO al limbilor din lume în pericol.

## Mod de viață, folclor și obiceiuri

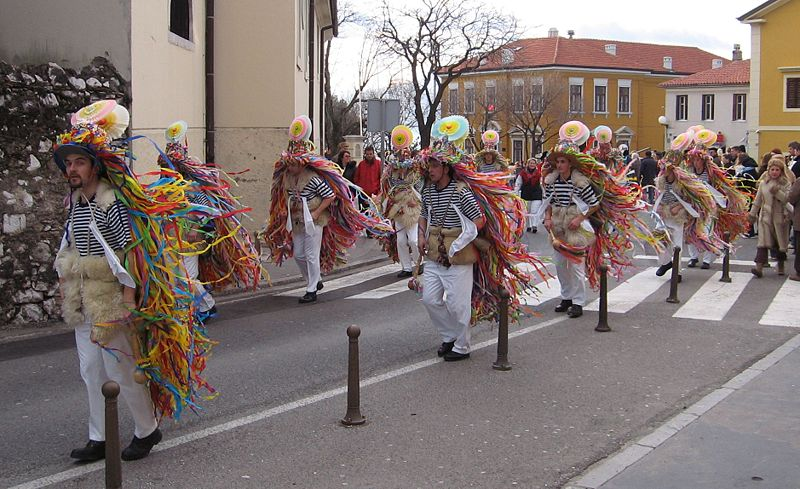
Zvonciarii din Jeiăn în Rijeka

În prezent, modul de viață al istroromânilor nu diferă de cel al populației majoritare. Odată cu industrializarea începută în anii 1950, și istroromânii s-au orientat spre orașe în căutare de lucru, mutându-se în acestea sau făcând naveta.
Ocupația tradițională a producerii mangalului n-a dispărut total. În 2008 mai era producție de mangal pentru restaurante din regiune.
Istroromânii au avut cândva o cultură nematerială bogată, constând din dansuri, cântece, basme, proverbe, practici magice, obiceiuri legate de naștere, nuntă, înmormântare și sărbători, practicate în limba lor și prezentând asemănări cu cele ale românilor în general. Acestea erau încă destul de vii atunci când le-au consemnat primii vizitatori și cercetători, care au și publicat din ele, observând totodată că au tendința să se piardă. Însă odată cu asimilarea, acestea au fost parțial practicate în limba croată, apoi, în procesul de modernizare a societății, au dispărut aproape total.
Se mai păstrează la Žejân obiceiul de Lăsatul secului al „zvonciarilor” (clopotarilor), care nu este specific istroromân, dar are unele particularități față de același obicei practicat în mai multe regiuni ale Croației. Ține de ritualurile precreștine existente în mai multe țări, de alungare a spiritelor rele ale iernii. În prezent, zvonciarii sunt constituiți într-un ansamblu folcloric care perpetuează obiceiul în sat, îl prezintă la carnavalul din Rijeka și în alte țări.
Religia istroromânilor este catolică în rit latin, dar la origine se pare că a fost ortodoxă, deoarece Ascoli afirmă că în satul Sucodru biserica fusese cândva ortodoxă înainte de a deveni catolică.

## Limba istroromânilor
După majoritatea lingviștilor, idiomul vorbit de istroromâni este un dialect al limbii române, celelalte fiind cel dacoromân, cel aromân și cel meglenoromân, după Radu Flora este un grup de graiuri dacoromâne, iar după câțiva lingviști (Petar Skok, Alexandru Graur, Ion Coteanu) este o limbă romanică de est aparte.
Din cauza împrejurărilor istorice, în contextul asimilării treptate a istroromânilor cu populația majoritară croată, instroromâna a fost din ce în ce mai mult influențată de limba acesteia, ajungând să fie considerată de Coteanu o „limbă mixtă”, cu multe împrumuturi lexicale, inclusiv cuvinte gramaticale, morfologia fiind de asemenea influențată.
Fiecare sat își are varietatea sa, cu mici deosebiri între cele din sudul muntelui Učka, și mai mari între acestea și cea din Žejân.

## Acțiuni de salvare a identității și limbii istroromânilor
Înzestrarea limbii cu un aspect scris nu a avut loc, și cu atât mai puțin standardizarea ei, de aceea procesul pierderii sale s-a accentuat. Acțiuni de salvare au început abia în anii 1990 și s-au intensificat după 2000.

### Măsuri oficiale
Croația, membră a Consiliului Europei, ratifică și ea Carta europeană a limbilor regionale sau minoritare, în 1997, precizând limbile pentru care o aplică, dintre care lipsește și româna, și istroromâna.
Monitorizând aplicarea Cartei, un Comitet de experți prezintă periodic raporturi referitoare la aceasta. La 12 martie 2008 apare limba istroromână într-un asemenea raport, pentru prima oară într-un document oficial al Consiliului, reamintind o cerere anterioară adresată guvernului croat: „Unele elemente probează prezența tradițională în Istria a unei mici comunități de vorbitori ai unei limbi numite istroromână. Comitetul de experți dorește să obțină informații asupra acestei limbi cu ocazia următorului raport periodic” (paragraful 48). Raportul citează și răspunsul guvernului croat: „[...] în septembrie 2007, Ministerul Culturii a hotărât să atribuie acestei limbi statutul de bun cultural nematerial; prin urmare, istroromâna este înscrisă în Registrul bunurilor culturale protejate ale Republicii Croația” (Anexa 2 la raport, punctul 8).
Într-adevăr, istroromâna este înscrisă pe Lista bunurilor culturale nemateriale protejate ale Croației, cu denumirea de istro-rumunjski govori (graiuri istroromâne), listă ce face parte din Registrul bunurilor culturale, în baza Legii privitoare la protejarea și păstrarea bunurilor culturale.
Considerând insuficiente măsurile luate de guvernul croat, Vlad Cubreacov, deputat al Republicii Moldova în Adunarea Parlamentară a Consiliului Europei, inițiază o propunere de rezoluție susținută de alți 33 de deputați din diferite țări, pe care o înaintează la 21 aprilie 2008. În aceasta se cere să se recomande Croației să recunoască oficial minoritatea instroromână și să-i asigure exercitarea drepturilor înscrise în Convenția Europeană a Drepturilor Omului, în special cele referitoare la folosirea limbii materne în învățământ, practica religioasă și media, precum și să susțină asociațiile culturale ale istroromânilor. Propunerea cere totodată să li se recomande autorităților din România să coopereze cu cele croate în a lua măsuri urgente pentru păstrarea identității și limbii istroromânilor. Până la urmă propunerea n-a fost examinată de Adunare.
Pe plan local, autoritățile iau unele măsuri, astfel, Statutul județului Istria, adoptat în 2009, prevede că aceasta promovează păstrarea dialectelor locale, printre care și istroromâna.
Într-un nou raport prezentat la Consiliul Europei referitor la aplicarea Cartei, cel din octombrie 2010, raportorul József Berényi, deputat din partea Slovaciei, menționează că a cuprins în raportul său propunerea de rezoluție a lui Vlad Cubreacov și că prezintă cazul minorității istroromâne ca exemplu care trebuie să facă obiectul unei atenții deosebite. Reamintește informațiile cuprinse în raportul din 12 martie 2008, apoi cere o atenție mai mare pentru limba istroromână amenințată cu dispariția, și exprimă necesitatea recunoașterii oficiale și a protejării minorității, recomandând Comitetului de experți să ia în considerare remarcile din acest raport în raportul său următor.
Prin hotărârea autorităților croate, începând din 2010, la școala gimnazială „Ivan Goran Kovačić” din Čepić se promovează graiul istroromân, din care cauză are un regim special, adică poate să nu îndeplinească reglementările privitoare la numărul elevilor. Astfel, în planul de învățământ pe anul școlar 2016-2017 sunt prevăzute 70 de ore pe an, câte două pe lună, de istrorumunjski jezik „limba istroromână” și de alte activități legate de tradițiile istroromâne, cu doi profesori. Acestea au loc în clădirea școlii din Sušnjevicę, care ține de școala din Čepić.
Guvernul României se implică în chestiunea istroromânilor în cadrul relațiilor bilaterale cu cel croat. Astfel, în 2011, într-o declarație comună de presă în urma unor convorbiri între cele două guverne, se afirmă că au „abordat și un subiect extrem de important și de mare interes pentru România, și anume comunitatea de istroromâni”, precum și că „un sprijin din partea autorităților croate pentru conservarea acestui bun cultural comun este și va fi extrem de apreciat de către România”.

### Acțiuni pe plan științific
În anul 2000, la Pola (Croația) s-a organizat cel de-al III-lea simpozion internațional dedicat limbilor în contact, cu tema „Idiomul istroromân ieri, astăzi, mâine”, prima manifestare de mare amploare consacrată istroromânilor. La acesta au participat lingviști, istorici, etnologi, oameni de cultură și de presă din Croația, România și Italia, precum și persoane oficiale croate și române, ceea ce a creat speranța că se va întreprinde ceva în scopul salvării identității și limbii istroromânilor.
Cercetătorii și-au reluat activitatea de teren. Astfel, în 2007, un grup de universitari din Timișoara a reluat anchetele dialectale în localitățile cu istroromâni, iar în 2008, etnologi de la Complexul Muzeal „Astra” din Sibiu au efectuat și ei o cercetare de teren.
Un simpozion cu tema „Istroromânii: repere cultural-istorice”, organizat în 2008 de „Astra”, a prilejuit și un spectacol dat de zvonciarii din Žejân.

### Acțiuni la nivelul societății civile
Cu scopul salvării identității și limbii istroromâne există și o serie de asociații din Croația și din afara ei, precum și inițiative personale. Asociația de prietenie italo-română „Decebal” din Triest, prezidată de Ervino Curtis, a fost înființată încă în 1987. A organizat, spre exemplu, în 2007, o expoziție itinerantă cu titlul „Istroromânii, o cultură mică în istoria cea mare”, prezentată în Italia, Austria și România, aici cu ocazia simpozionului de la Sibiu. În aceeași direcție acționează Asociația culturală istroromână „Andrei Glavina” de la Roma, înființată în 1994 de către Petru Emil Rațiu.
Mai există și proiectul Očuvęj vlåška ši žejånska limba (Păstrarea limbii vlășești și jeiănești) inițiat în 2005 de lingvista Zvjezdana Vrzić de la Universitatea din New York, împreună cu emigranți istroromâni din S.U.A. și extins în 2007 la Croația, prin includerea Muzeului Etnografic din Istria, apoi, din 2011, a asociațiilor culturale Tragovi de cercetare și documentare a limbilor și culturii din Istria și Kvarner, Spod Učke din comuna Kršan și Žejane. Este susținută de Ministerul Culturii al Republicii Croația, de către două consilii județene și două consilii locale. Din 2010 are un site care cuprinde înregistrări audio și video, dicționarul lui Kovačec din 1998 în format online, lecții de istroromână etc..
Alte acțiuni importante sunt întreprinse prin intermediul site-ului Istro-Romanian Community Worldwide al Marisei Ciceran, pentru publicarea a numeroase materiale de tot felul legate de istroromâni.

### Literatura istroromână
Pe lângă literatura populară culeasă și publicată de cercetători în decursul timpului, datorită asociațiilor și proiectelor există de puțină vreme și o literatură cultă în istroromână, redusă cantitativ, care constă în poezii, unele pe muzică, amintiri, eseuri și traduceri. Unele creații au fost publicate în prima revistă în limba istroromână, Scrisore către fraț Rumer, a Asociației culturale istroromâne „Andrei Glavina”, apărută în anii 1996-2002, în volum și/sau pe Internet.